# Nuštar
Nuštar è un comune della Croazia di 5 862 abitanti della Regione di Vukovar e della Sirmia.